# Ищенко, Андрей Сергеевич
Андрей Сергеевич Ищенко  (род. 9 марта 1981 года, Лесозаводск, Приморский край) — российский политик, предприниматель. Депутат Законодательного Собрания Приморского края с 5 октября 2016 по 5 октября 2021.

## Биография
Андрей Сергеевич Ищенко родился 9 марта 1981 года в городе Лесозаводске, Приморского края. В 1988—1997 годах учился в средней общеобразовательной школе № 74 города Владивостока, в 1997—1998 годах — в лицее при Дальневосточном государственном техническом рыбохозяйственном университете. В 1998 году поступил в этот университет. В годы обучения был командиром взвода курсантов. Проходил практику на учебном парусном фрегате «Паллада» под руководством капитана дальнего плавания Николая Зорченко.
В 2004 году получил диплом о высшем образовании по специальности инженер-судоводитель. Присвоено воинское звание лейтенант, военно-учётная специальность — командир минно-торпедной боевой части, боевое применение противолодочного и торпедного вооружения надводных кораблей.
В 2005 году начал свою морскую карьеру в Дальневосточном морском пароходстве с должности 3-го помощника капитана. За пять лет работы поднялся до должности старшего помощника капитана.
В 2011 году начал работу в строительной отрасли Приморского края с должности помощника директора строительного предприятия Инвестиционная компания Восточные ворота под руководством заслуженного строителя РСФСР, почётного строителя России — Буленка Ивана Ивановича (1938—2017).
В 2014 году возглавил строительную компанию ООО «Аврора-Строй», которая занимается жилищным строительством в городах Приморского края.
В 2017 году компания подписала соглашение с АО Корпорация развития Дальнего Востока и стала резидентом Свободного порта Владивосток.
18 сентября 2016 года избран депутатом в Законодательного Собрания Приморского края шестого созыва по одномандатному избирательному округу № 1 — Владивосток, часть Первомайского района, набрав 24,66% голосов пришедших на участки избирателей .
Бывший член Владивостокского комитета КПРФ, секретарь первичного отделения Первомайское.
В интервью Ищенко сказал, что на посту главы края собирается реализовывать свою программу «20 шагов» и реформирует администрацию края. Обещал «продолжать политику президента».
В единый день голосования 9 сентября 2018 года занял второе место в первом туре выборов губернатора Приморского края, набрав 24,63 % голосов. Его соперник Андрей Тарасенко набрал 46,56 % голосов.
Вышел во второй тур голосования, состоявшийся 16 сентября.
17 сентября 2018 года не согласился с итогами выборов, объявил голодовку и призвал жителей края выйти на Площадь Борцов за Власть Советов для проведения народного вече. Глава ЦИК Элла Памфилова заявила, что Центризбирком не будет подводить итоги выборов губернатора в Приморье, пока не разберётся в ситуации. Позже результаты выборов аннулировали, Ищенко обратился в суд. 28 декабря 2018 года Верховный Суд Российской Федерации отказал в удовлетворении исковых требований. КПРФ не выдвинула Ищенко для участия в повторных выборах, заявив, что он выиграл выборы губернатора, но победа была украдена. 
7 ноября 2018 года Ищенко объявил в своих социальных сетях о решении участвовать в повторных выборах губернатора Приморского края 16 декабря в качестве самовыдвиженца. Штабом Ищенко было собрано более 15000 подписей жителей края (сдано в Краевую Избирательную комиссию 8000 подписей) и необходимое количество подписей муниципальных депутатов различного уровня (муниципальный фильтр). По итогам проверки подписей муниципальных депутатов в регистрации было отказано. Для регистрации требовалось собрать 140 подписей муниципальных депутатов из 26 районов региона. Ищенко сдал 147 подписей, из которых избирком забраковал 13 (11 депутатов оставили подписи за других кандидатов, 2 подписи были от посторонних людей). Не полными, по мнению комиссии, оказались сведения об имуществе Ищенко и сведения о статусе в организации «Дети войны».
Осенью 2021 года у Ищенко прошли обыски в рамках уголовного дела по подозрению в мошенничестве при строительстве жилого дома на улице Сафонова на средства дольщиков. 4 апреля 2022 года в рамках данного дела Ищенко был арестован. В окончательной версии обвинения следствие оценило размер причинённого ущерба дольщикам в более 380 млн рублей. 
В октябре 2022 года, после объявления частичной мобилизации Ищенко обратился в военный комиссариат Приморского края с просьбой направить его в зону боевых действий на Украине, но получил отказ.
В августе 2023 года Первомайский районный суд Владивостока признал Андрея Ищенко виновным в мошенничестве (ч. 4 ст. 159 УК РФ) при строительстве жилого дома и нанесении ущерба обманутым дольщикам, и был приговорен к шести годам колонии общего режима и штрафу в размере 400 тысяч рублей. По этому делу Ищенко в ходе судебного процесса полностью признал вину. 27 октября к основному тюремному сроку Ищенко добавили полгода, на основании ч. 1 ст. 201 УК РФ (использование лицом, выполняющим управленческие функции в коммерческой организации, своих полномочий вопреки законным интересам этой организации и в целях извлечения выгод и преимуществ для себя, если это деяние повлекло причинение существенного вреда правам и законным интересам граждан).

## Семья
Имеет сына и дочь.